# Mountain
Mountain és una població dels Estats Units a l'estat de Dakota del Nord. Segons el cens del 2000 tenia 133 habitants.

## Demografia
Segons el cens del 2000, Mountain tenia 133 habitants, 43 habitatges, i 26 famílies. La densitat de població era de 366,8 hab./km².
Dels 43 habitatges en un 25,6% hi vivien nens de menys de 18 anys, en un 44,2% hi vivien parelles casades, en un 16,3% dones solteres, i en un 39,5% no eren unitats familiars. En el 37,2% dels habitatges hi vivien persones soles el 27,9% de les quals corresponia a persones de 65 anys o més que vivien soles. El nombre mitjà de persones vivint en cada habitatge era de 2,16 i el nombre mitjà de persones que vivien en cada família era de 2,81.
Per edats la població es repartia de la següent manera: un 16,5% tenia menys de 18 anys, un 5,3% entre 18 i 24, un 12,8% entre 25 i 44, un 18% de 45 a 60 i un 47,4% 65 anys o més.
L'edat mediana era de 64 anys. Per cada 100 dones de 18 o més anys hi havia 76,2 homes.
La renda mediana per habitatge era de 23.750 $ i la renda mediana per família de 31.875 $. Els homes tenien una renda mediana de 28.750 $ mentre que les dones 25.625 $. La renda per capita de la població era de 12.237 $. Entorn del 17,9% de les famílies i el 19,8% de la població estaven per davall del llindar de pobresa.

## Poblacions més properes
El següent diagrama mostra les poblacions més properes.